# Король, Андрей Дмитриевич
Андре́й Дми́триевич Коро́ль (бел. Андрэй Дзмітрыевіч Кароль) (род. 30 октября 1972, Гродно) — белорусский педагог, доктор педагогических наук, профессор, ректор Белорусского государственного университета с 28 сентября 2017 года.

## Биография
Родился в Гродно в 1972 году.
В 1995 году окончил инженерный факультет Гродненского государственного университета имени Янки Купалы (ГрГУ им. Я. Купалы) по специальности «Радиофизика и электроника». С 1995 по 1999 год работал учителем СШ № 5 г. Гродно.
С 1999 года преподавал на кафедре физико-математических дисциплин и экономической информатики Гродненского филиала Института современных знаний.
С 2000 по 2012 год осуществлял трудовую деятельность в Гродненском государственном медицинском университете в должности старшего преподавателя, доцента, руководителя отдела образовательных информационных технологий и научно-медицинской информации.
В 2012 году началась трудовая деятельность в ГрГУ им. Я. Купалы в должности заведующего кафедрой педагогики педагогического факультета.
С марта 2013 года по сентябрь 2017 года возглавлял ГрГУ им. Я. Купалы.
С 28 сентября 2017 года назначен на должность ректора Белорусского государственного университета.
В 2002 году защитил кандидатскую диссертацию «Метод эвристического диалога как средство активизации учебно-познавательной деятельности учащихся», а в 2009 году – докторскую диссертацию «Моделирование системы эвристического обучения на основе диалога». (г. Москва, Российская академия образования). В 2010 году присвоена ученая степень ВАК России, а в 2018 присвоено ученое звание «профессор»ВАК Республики Беларусь.
14 августа 2020 года пообещал не отчислять студентов и не увольнять преподавателей за участие в мирных акциях протеста. Впоследствии при нём из университета по политическим мотивам было отчислено множество студентов, уволено несколько преподавателей среди которых: Елена Лаевская, Елена Басалай, Степан Захаркевич, Денис Тушинский, Егор Приставко, Александр Дубровский, были вынуждены уволиться профессор, доктор филологических наук Алла Кожинова и декан факультета международных отношений профессор Виктор Шадурский.

### Личная жизнь
Женат на медике Татьяне Пранько, руководителе кафедры в Гродненском медицинском университете, нет детей, имел отношения с несколькими любовницами, которые ранее учились или работали в БГУ.

## Научная деятельность
Опубликовал более 200 учебно-методических и научных работ, в том числе 50 книг. Из них 10 монографий, 27 учебных и учебно-методических пособий (3 – на английском языке, включая полный курс лекций по медицинской и биологической физике), 13 научно-популярных книг. Автор и руководитель более 20 дистанционных курсов, научно-практических семинаров.
Автор и научный консультант проекта «Межвузовский образовательный портал «Методология, содержание, практика креативного образования»». Автор и ведущий семинаров очно-дистанционного оргдеятельностного курса «Методика обучения через открытие: как обучать всех по-разному, но одинаково».
Является постоянным автором работ в научных изданиях: «Педагогика», «Вопросы философии», «Начальная школа», «Школьные технологии», «Народное образование». Ведет собственную авторскую рубрику в журнале «Народная асвета».
Согласно данным Научной электронной библиотеки еlibrary.ru А.Д. Король является лидером Индекса научного цитирования в Беларуси в области «Народное образование. Педагогика» по специальности «Общая педагогика, история педагогики и образования».
В соответствии с базой данных Google Scholar А.Д. Король входит в десятку наиболее цитируемых ученых БГУ в области гуманитарных наук.

## Членство в общественных объединениях, сотрудничество с государственными органами и иными организациями
Член редакционной коллегии журнала «Педагогика» (Российская академия образования), международного редакционного совета серии «Мысль и слово» Института философии РАН, ряда белорусских научных журналов.
А.Д. Король являлся депутатом Гродненского областного Совета депутатов двадцать седьмого созыва, председателем постоянной комиссии по мандатам, законности, местному управлению и самоуправлению.
В 2019 г. избран вице-президентом Евразийской ассоциации университетов. Член Президиума Национальной академии наук Беларуси. Является Почетным профессором Фошаньского университета (КНР), иностранным членом Российской академии образования (2021 г.).

## Награды
Награжден тремя грамотами Российской академии образования, «Медалью Сократа», Почетной грамотой Министерства образования Республики Беларусь (2011), Почетной грамотой Республиканского центра физического воспитания и спорта учащихся и студентов (2013), Почетной грамотой Гродненского областного исполнительного комитета (2015), Почетной грамотой Гродненского городского Совета депутатов (2015), Почетной грамотой Гродненского областного Совета депутатов (2017), грамотой Вооруженных сил Республики Беларусь (2018).
- Стипендия Президента Республики Беларусь талантливым молодым ученым (2012).
- Благодарность Министра образования Беларуси (2014).
- Благодарность Президента Республики Беларусь (2016).
- Благодарность Высшей аттестационной комиссии Республики Беларусь (2017).
- Нагрудный знак Министерства образования «Выдатнiк адукацыi» (2017).